# مقاطعة مونرو (أركنساس)
مقاطعة مونرو (بالإنجليزية: Monroe County)‏ هي إحدى مقاطعات ولاية أركنساس في الولايات المتحدة الأمريكية.